# Championnats d'Europe de patinage artistique 1979
Navigation
Édition précédente Édition suivante
Les championnats d'Europe de patinage artistique 1979 ont lieu du 30 janvier au 4 février 1979 au Dom Sportova de Zagreb en Yougoslavie.

## Qualifications
Les patineurs sont éligibles à l'épreuve s'ils représentent une nation européenne membre de l'Union internationale de patinage (International Skating Union en anglais). Les fédérations nationales sélectionnent leurs patineurs en fonction de leurs propres critères.
Sur la base des résultats des championnats d'Europe 1978, l'Union internationale de patinage autorise chaque pays à avoir de une à trois inscriptions par discipline. 

## Podiums
| Épreuves                            | Or                                        | Argent                             | Bronze                            |
| ----------------------------------- | ----------------------------------------- | ---------------------------------- | --------------------------------- |
| Messieurs résultats détaillés       | Jan Hoffmann                              | Vladimir Kovalev                   | Robin Cousins                     |
| Dames résultats détaillés           | Anett Pötzsch                             | Dagmar Lurz                        | Denise Biellmann                  |
| Couples résultats détaillés         | Marina Cherkasova / Sergey Shakray        | Irina Vorobieva / Igor Lisovski    | Sabine Baeß / Tassilo Thierbach   |
| Danse sur glace résultats détaillés | Natalia Linitchouk / Guennadi Karponossov | Irina Moïsseïeva / Andrei Minenkov | Krisztina Regőczy / András Sallay |

## Tableau des médailles
| Rang  | Nation               | Or | Argent | Bronze | Total |
| ----- | -------------------- | -- | ------ | ------ | ----- |
| 1     | Union soviétique     | 2  | 3      | 0      | 5     |
| 2     | Allemagne de l'Est   | 2  | 0      | 1      | 3     |
| 3     | Allemagne de l'Ouest | 0  | 1      | 0      | 1     |
| 4     | Hongrie              | 0  | 0      | 1      | 1     |
| 4     | Royaume-Uni          | 0  | 0      | 1      | 1     |
| 4     | Suisse               | 0  | 0      | 1      | 1     |
| Total | Total                | 4  | 4      | 4      | 12    |

## Détails des compétitions

### Messieurs
| Rang | Nom                      | Nation               | Places | Points | Fig. impo. | Prog. court | Prog. libre |
| ---- | ------------------------ | -------------------- | ------ | ------ | ---------- | ----------- | ----------- |
| 1    | Jan Hoffmann             | Allemagne de l'Est   |        |        | 2          | 2           |             |
| 2    | Vladimir Kovalev         | Union soviétique     |        |        | 1          | 3           |             |
| 3    | Robin Cousins            | Royaume-Uni          |        |        | 6          | 1           |             |
| 4    | Jean-Christophe Simond   | France               |        |        |            |             |             |
| 5    | Igor Bobrin              | Union soviétique     |        |        | 3          |             |             |
| 6    | Konstantin Kokora        | Union soviétique     |        |        |            |             |             |
| 7    | Hermann Schulz           | Allemagne de l'Est   |        |        |            |             |             |
| 8    | Mario Liebers            | Allemagne de l'Est   |        |        |            |             |             |
| 9    | Miroslav Šoška           | Tchécoslovaquie      |        |        |            |             |             |
| 10   | László Vajda             | Hongrie              |        |        |            |             |             |
| 11   | Norbert Schramm          | Allemagne de l'Ouest |        |        |            |             |             |
| 12   | Thomas Nieder            | Allemagne de l'Ouest |        |        |            |             |             |
| 13   | Helmut Kristofics-Binder | Autriche             |        |        |            |             |             |
| 14   | Grzegorz Głowania        | Pologne              |        |        |            |             |             |
| 15   | Christopher Howarth      | Royaume-Uni          |        |        |            |             |             |
| 16   | Michel Lotz              | France               |        |        |            |             |             |
| 17   | Jozef Sabovčík           | Tchécoslovaquie      |        |        |            |             |             |
| 18   | Thomas Öberg             | Suède                |        |        |            |             |             |
| 19   | Matjaž Krušec            | Yougoslavie          |        |        |            |             |             |
| 20   | Antti Kontiola           | Finlande             |        |        |            |             |             |

### Dames
| Rang | Nom                      | Nation               | Places | Points | Fig. impo. | Prog. court | Prog. libre |
| ---- | ------------------------ | -------------------- | ------ | ------ | ---------- | ----------- | ----------- |
| 1    | Anett Pötzsch            | Allemagne de l'Est   |        |        | 1          | 1           | 2           |
| 2    | Dagmar Lurz              | Allemagne de l'Ouest |        |        | 2          |             | 5           |
| 3    | Denise Biellmann         | Suisse               |        |        | 8          |             | 1           |
| 4    | Kristiina Wegelius       | Finlande             |        |        | 3          |             |             |
| 5    | Carola Weißenberg        | Allemagne de l'Est   |        |        |            |             |             |
| 6    | Karin Riediger           | Allemagne de l'Ouest |        |        |            |             |             |
| 7    | Sanda Dubravčić          | Yougoslavie          |        |        |            |             |             |
| 8    | Susanna Driano           | Italie               |        |        | 4          |             |             |
| 9    | Deborah Cottrill         | Royaume-Uni          |        |        | 7          |             |             |
| 10   | Kira Ivanova             | Union soviétique     |        |        |            |             |             |
| 11   | Renata Baierová          | Tchécoslovaquie      |        |        |            |             |             |
| 12   | Karena Richardson        | Royaume-Uni          |        |        | 6          |             |             |
| 13   | Susan Broman             | Finlande             |        |        | 5          |             |             |
| 14   | Katarina Witt            | Allemagne de l'Est   |        |        | 18         |             | 7           |
| 15   | Petra Ernert             | Allemagne de l'Ouest |        |        |            |             |             |
| 16   | Jeanne Chapman           | Norvège              |        |        |            |             |             |
| 17   | Natalia Strelkova        | Union soviétique     |        |        |            |             |             |
| 18   | Sonja Stanek             | Autriche             |        |        |            |             |             |
| 19   | Anita Siegfried          | Suisse               |        |        |            |             |             |
| 20   | Astrid Jansen in de Wal  | Pays-Bas             |        |        |            |             |             |
| 21   | Corine Wyrsch            | Suisse               |        |        |            |             |             |
| 22   | Anne-Sophie de Kristoffy | France               |        |        |            |             |             |
| 23   | Franca Bianconi          | Italie               |        |        |            |             |             |
| 24   | Christina Svensson       | Suède                |        |        |            |             |             |
| 25   | Genevieve Schoumacker    | Belgique             |        |        |            |             |             |
| 26   | Helena Chwila            | Pologne              |        |        |            |             |             |
| 27   | Heidi Bartelsen          | Danemark             |        |        |            |             |             |
| 28   | Margarita Dimitrova      | Bulgarie             |        |        |            |             |             |
| 29   | Gloria Mas               | Espagne              |        |        |            |             |             |

### Couples
| Rang | Nom                                  | Nation               | Places | Points | Prog. court | Prog. libre |
| ---- | ------------------------------------ | -------------------- | ------ | ------ | ----------- | ----------- |
| 1    | Marina Cherkasova / Sergey Shakray   | Union soviétique     |        |        |             |             |
| 2    | Irina Vorobieva / Igor Lisovski      | Union soviétique     |        |        |             |             |
| 3    | Sabine Baeß / Tassilo Thierbach      | Allemagne de l'Est   |        |        |             |             |
| 4    | Marina Pestova / Stanislav Leonovich | Union soviétique     |        |        |             |             |
| 5    | Kerstin Stolfig / Veit Kempe         | Allemagne de l'Est   |        |        |             |             |
| 6    | Ingrid Spieglová / Alan Spiegl       | Tchécoslovaquie      |        |        |             |             |
| 7    | Kornelia Haufe / Kersten Bellmann    | Allemagne de l'Est   |        |        |             |             |
| 8    | Christina Riegel / Andreas Nischwitz | Allemagne de l'Ouest |        |        |             |             |
| 9    | Maria Jeżak / Lech Matuszewski       | Pologne              |        |        |             |             |
| 10   | Christine Eicher / Paul Huber        | Suisse               |        |        |             |             |

### Danse sur glace
| Rang | Nom                                       | Nation               | Places | Points | Danses imposées | Danse libre |
| ---- | ----------------------------------------- | -------------------- | ------ | ------ | --------------- | ----------- |
| 1    | Natalia Linitchouk / Guennadi Karponossov | Union soviétique     |        |        |                 |             |
| 2    | Irina Moïsseïeva / Andrei Minenkov        | Union soviétique     |        |        |                 |             |
| 3    | Krisztina Regőczy / András Sallay         | Hongrie              |        |        |                 |             |
| 4    | Liliana Řeháková / Stanislav Drastich     | Tchécoslovaquie      |        |        |                 |             |
| 5    | Natalia Karamysheva / Rostislav Sinitsyn  | Union soviétique     |        |        |                 |             |
| 6    | Jayne Torvill / Christopher Dean          | Royaume-Uni          |        |        |                 |             |
| 7    | Susi Handschmann / Peter Handschmann      | Autriche             |        |        |                 |             |
| 8    | Isabella Rizzi / Luigi Freroni            | Italie               |        |        |                 |             |
| 9    | Henriette Fröschl / Christian Steiner     | Allemagne de l'Ouest |        |        |                 |             |
| 10   | Anna Pisánská / Jiří Musil                | Tchécoslovaquie      |        |        |                 |             |
| 11   | Karen Barber / Nicholas Slater            | Royaume-Uni          |        |        |                 |             |
| 12   | Halina Gordon / Jacek Tascher             | Pologne              |        |        |                 |             |
| 13   | Martine Olivier / Yves Tarayre            | France               |        |        |                 |             |
| 14   | Jindra Holá / Karol Foltán                | Tchécoslovaquie      |        |        |                 |             |
| 15   | Regula Lattmann / Hanspeter Müller        | Suisse               |        |        |                 |             |
| 16   | Gabriella Remport / Sándor Nagy           | Hongrie              |        |        |                 |             |
| 17   | Claudia Koch / Peter Schubl               | Autriche             |        |        |                 |             |